# Звечан (палеовулканска купа)
Звечан (Велики Звечан) је палеовулканска купа апсолутне висине 797 m. Издиже се југоисточно од насеља Звечан, односно северозападно (2 km) од Косовске Митровице, у северном делу Косова и Метохије. У његовом подножју тече река Ибар, која се овде спаја са реком Ситницом и тече даље на север. На врху Звечана налазе се остаци познатог средњовековног града Звечана. 
Звечан је изразита палеовулканска купа. Има очувану форму правог вулкана, симетричних страна са низом мањих паразитских купа правца северозапад-југоисток. Његове стране обрасле су густом вегетацијом. Падине Звечана нагнуте су под угловима 40°-50°.
Релативна висина палеовулканске купе износи 300 m, док је у основи широка око 1 km. Од паразитских купа истиче се Мали Звечан висине 730 m, изграђен од истих стена које изграђују Велики Звечан. Горња трећина Великог Звечана изграђена је од великих назупчених блокова стена кварцлатитског састава. 
Старост стена Звечанске купе утврђена је K/Ar методом и износи 25-26 милиона година.